# Senobasis bromleyana
Senobasis bromleyana là một loài ruồi trong họ Asilidae. Senobasis bromleyana được Carrera miêu tả năm 1949. Loài này phân bố ở vùng Tân nhiệt đới.